# Praalgraf van Engelbrecht I van Nassau
Het praalgraf van Engelbrecht I van Nassau is een  acht meter hoog praalgraf, dat in de Grote of Onze-Lieve-Vrouwekerk van Breda staat. Jan IV van Nassau liet het aanbrengen tegen een van de wanden van de kooromgang. Het monument herdenkt Engelbrecht I van Nassau-Siegen, zijn vrouw Johanna van Polanen, Jan IV van Nassau zelf en diens vrouw Maria van Loon-Heinsberg.

## Ontwerp

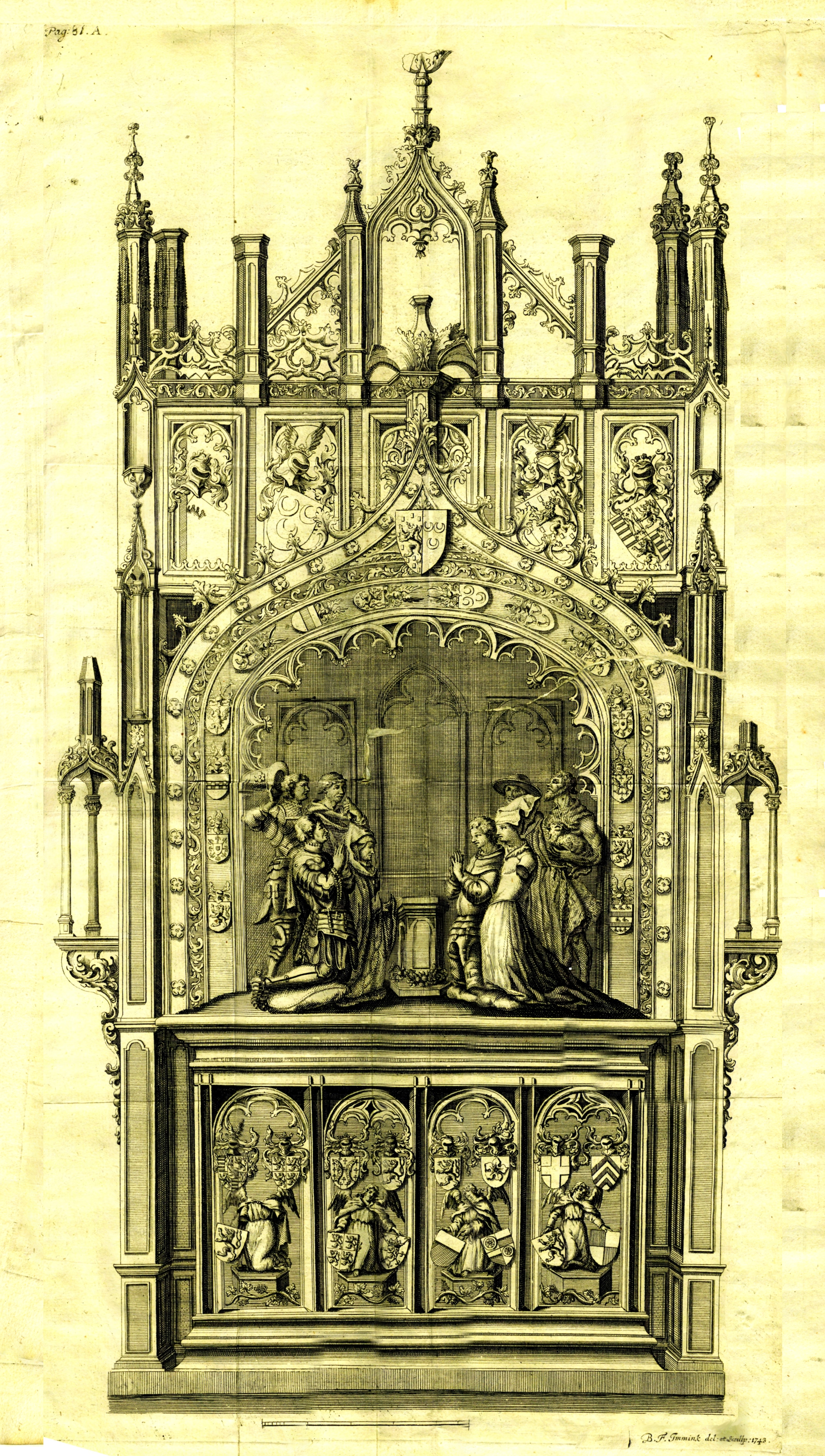
Praalgraf van Engelbrecht I van Nassau 1743

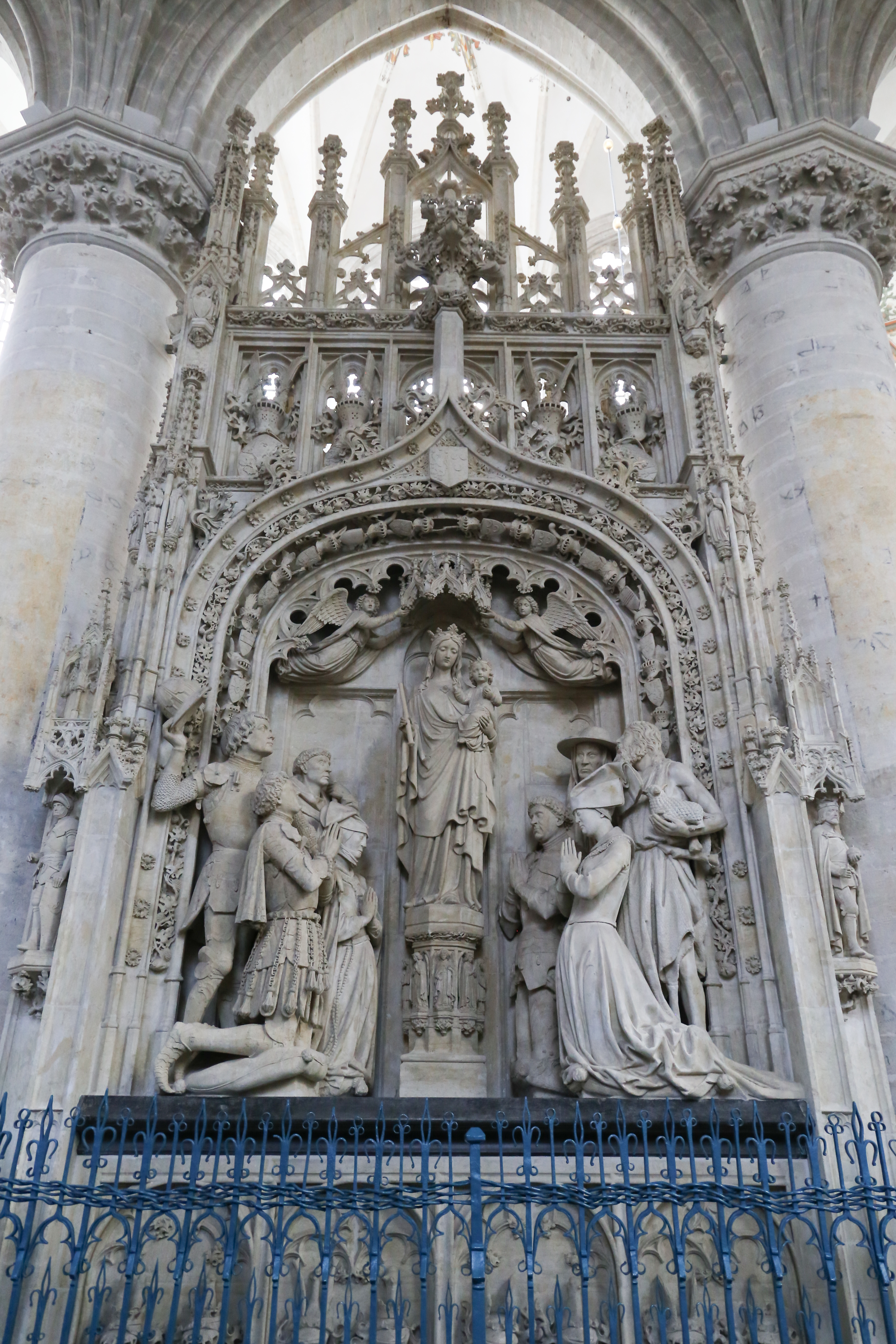
Praalgraf van Engelbrecht I van Nassau

Het rond 1475 gebouwde monument is acht meter hoog, vier meter breed en gemaakt van fijne, zachte Franse kalksteen. Het is voor die tijd al ouderwets van vorm. De renaissance heeft geen invloed op het ontwerp gehad en het doet veeleer denken aan Spaanse grafmonumenten waarbij graven in de kathedraal van Burgos voor de onbekende kunstenaars model zullen hebben gestaan. Het monument is een driedimensionale retabel waarin de beide stichters en ook Engelbrecht en Johanna geknield voor een Madonna met kind bidden. Achter hen staan hun patroonheiligen Hiëronymus (met kardinaalshoed) en Johannes de Doper rechts en de geharnaste Sint-Joris en Sint-Wendelinus links.
Twee engelen houden een baldakijn vast en daarboven vinden we een gotische boog met het wapenschild van de Nassaus, nissen met wapenschilden en helmen en daarboven pinakels.
Er zijn tekeningen van Jan Gossaert de Mabuse bewaard waarop details van het monument voorkomen. Misschien was hij de maker maar ook Jan Mone werd in dit verband genoemd. In de 19e eeuw schreef men het monument toe aan Michelangelo. Dat laatste is gezien de stijl en de kwaliteit van het werk niet plausibel.
In het midden van de 19e eeuw was het monument in zeer slechte staat. Een centraal geplaatst Mariabeeld ontbreekt sinds 1624. Koning Willem III liet de katholieke schrijver Joseph Alberdingk Thijm, hofbeeldhouwer Louis Royer en de katholieke architect Pierre Cuypers het monument in 1860 restaureren. Zij vulden de vele ontbrekende figuren en details aan met de nagenoeg identieke Baumberger steen. De engelen en de baldakijn kwamen op het origineel niet voor. Ook is het monument bij deze restauraties grondig schoongemaakt; op de hardstenen onderplaat zijn de kringen van de potten met zoutzuur nog te vinden.
Het monument is in 1996 helemaal uiteengehaald en van roestend ijzer ontdaan; met roestvrijstalen pennen en krammen is het weer opgebouwd en vastgezet. Het monument is ook bij deze restauratie weer gereinigd, deze maal zachtzinniger.
Cuypers had zeer eigenzinnige opvattingen over de gotiek en de restauraties, het gaat om de centrale Mariafiguur en tientallen aanvullingen, ademen de sfeer van de 19e-eeuwse neogotiek en het katholiek réveil.

## De grafkelder onder het monument
De kelder was de eerste grafkelder van de Nassaus in Nederland. Zij bezaten in Dillenburg een tweede grafkelder. Willem de Zwijger zou in deze Bredase kelder of in de andere Bredase kelder (bij zijn vrouw Anna van Egmond en dochter Maria) bijgezet worden, maar Breda was in 1584 nog in Spaanse handen. De laatste bijzetting van een Nassau in Breda dateert uit 1521.
De kelder was in 1873 tijdens een restauratie geopend. Men was de precieze ligging daarna weer vergeten.
In de kelder onder het monument werden bij de restauratie in 1996 de resten van zeventien lijken, drie loden kisten en twee houten kisten gevonden.
In de loden kisten lagen de gebalsemde lichamen van:
- Engelbrecht II van Nassau, zoon van Jan IV
- Cimburga van Baden; 1450-1501, echtgenote van Engelbrecht II
- Françoise van Savoye; 1480-1511, eerste vrouw van Hendrik III

In de zeer goed bewaarde kisten van eikenhout uit het Oostzeegebied lagen de gebalsemde lichamen van:
- Jan IV van Nassau; 1410-1475, zoon van Engelbrecht I
- Maria van Loon-Heinsberg; 1426-1502, echtgenote van Jan IV

Het lichaam van Claudia van Chalon dat volgens bronnen in deze kelder werd bijgezet, noch haar kist kon worden teruggevonden. Zij werd mogelijk elders herbegraven.
Van de kisten van Engelbrecht I van Nassau-Siegen en Johanna van Polanen resteerden alleen schudresten. Hun kisten moeten uiteengevallen zijn en de op de grond gerolde knekels zijn in een nis opgestapeld. De loden kisten werden geopend waarbij bleek dat het lichaam van de 1501 gestorven Cimburga van Baden zeer goed bewaard was gebleven. Het lichaam was in een linnen lijkzak geplaatst en gewikkeld in een wasdoek. Verder vond men op het lichaam een gezichtsdoek en twee kinbanden met geborduurde "C"'s. Het textiel was met balsem of terpentijn doordrenkt. In alle kisten werden geurige kruiden en bij Maria van Loon een strodek aangetroffen.
Veel andere knekels lijken door doodgravers in het gewelf te zijn geworpen en behoren waarschijnlijk niet toe aan leden van de familie Nassau.
Een aantal van de loden kisten had de voor de 16e eeuw typische hoge driehoekige kamvorm, anderen waren vlak. Er was geen spoor van versieringen of beschilderingen op de kisten of op het tongewelf van de kelder te vinden.

## Afbeeldingen

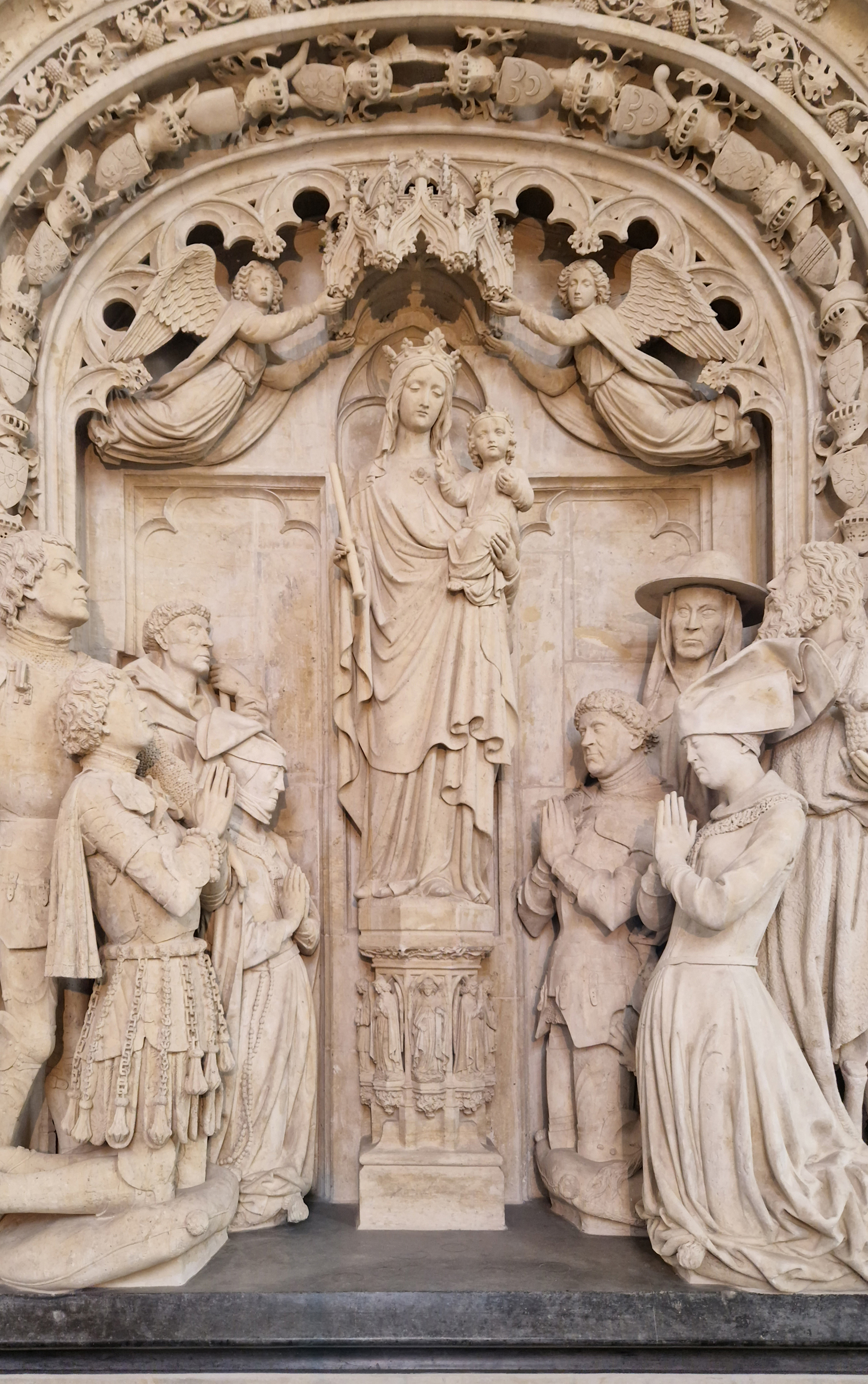
Maria met kind, omringd door aanbidders. Twee engelen houden een baldakijn boven haar hoofd.
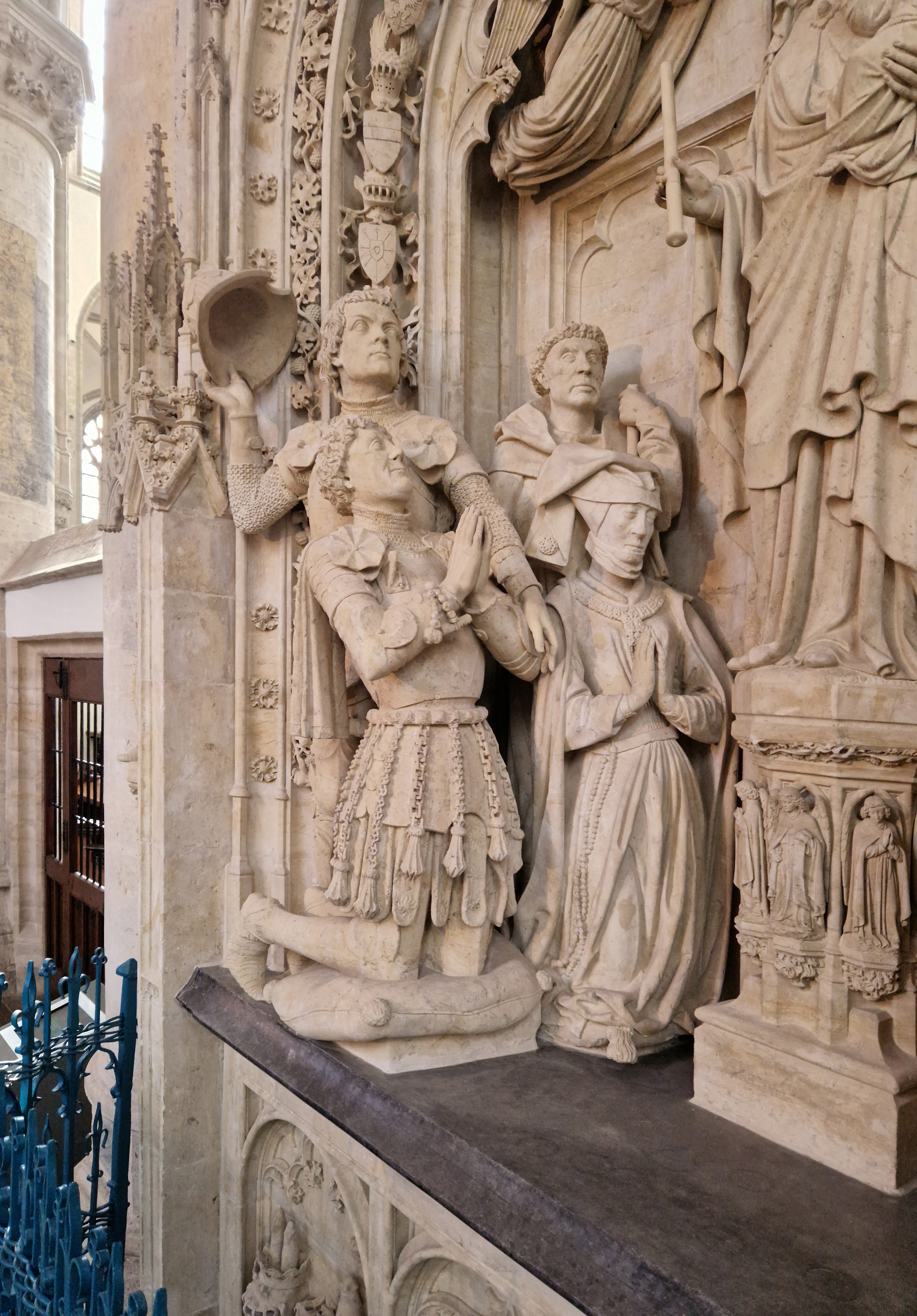
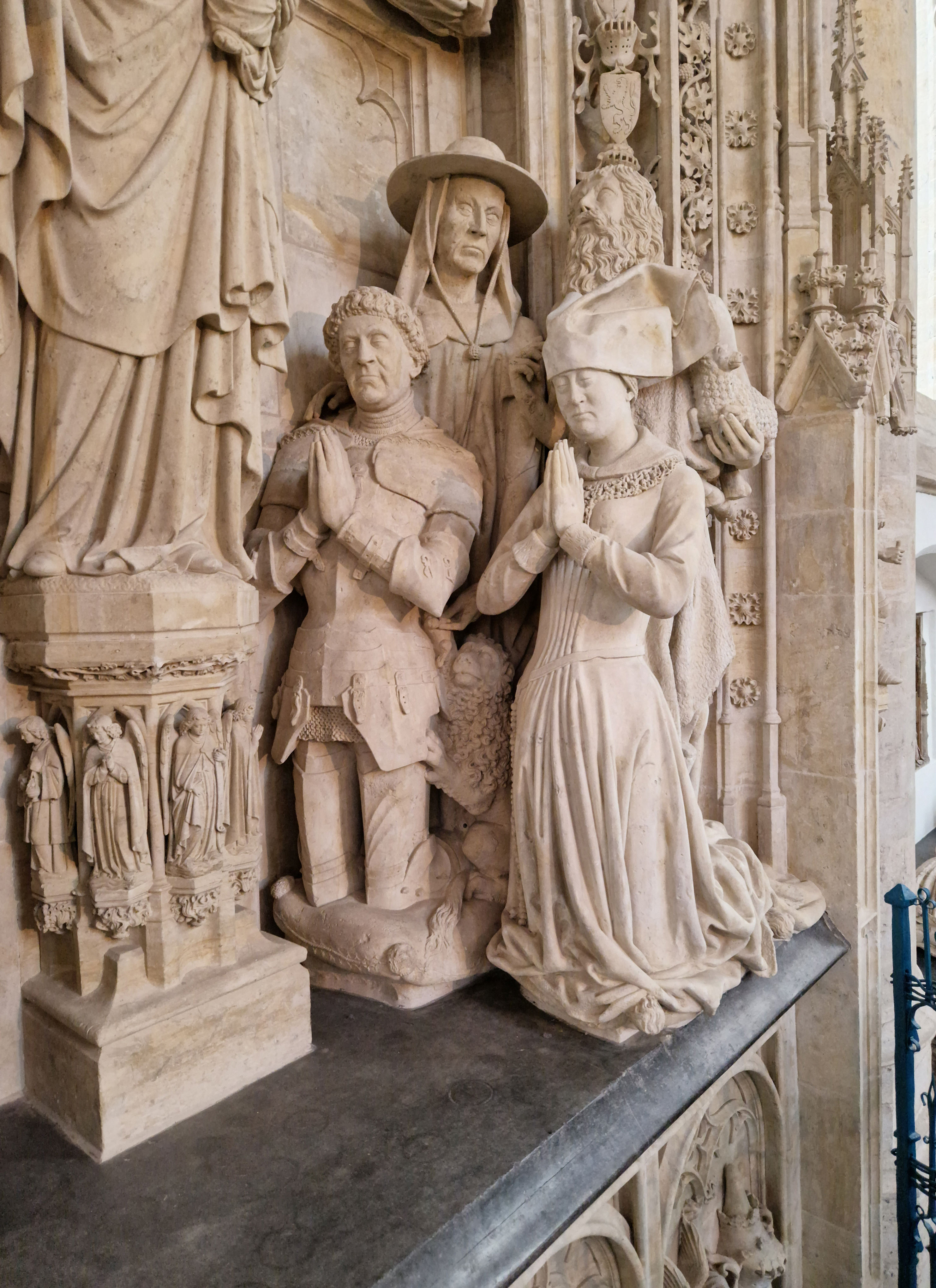
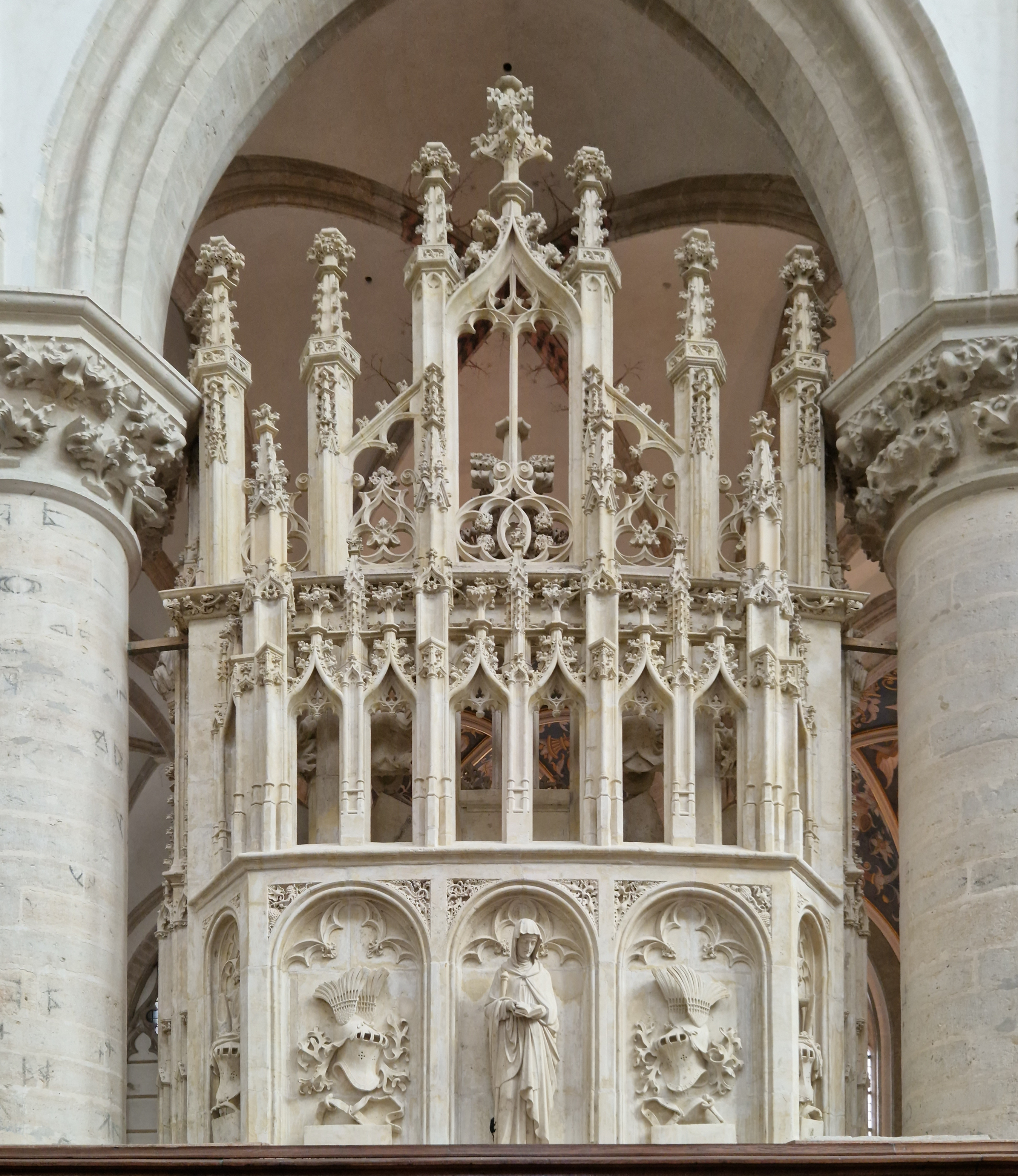
Achterkant van het praalgraf, gezien vanaf het koor.
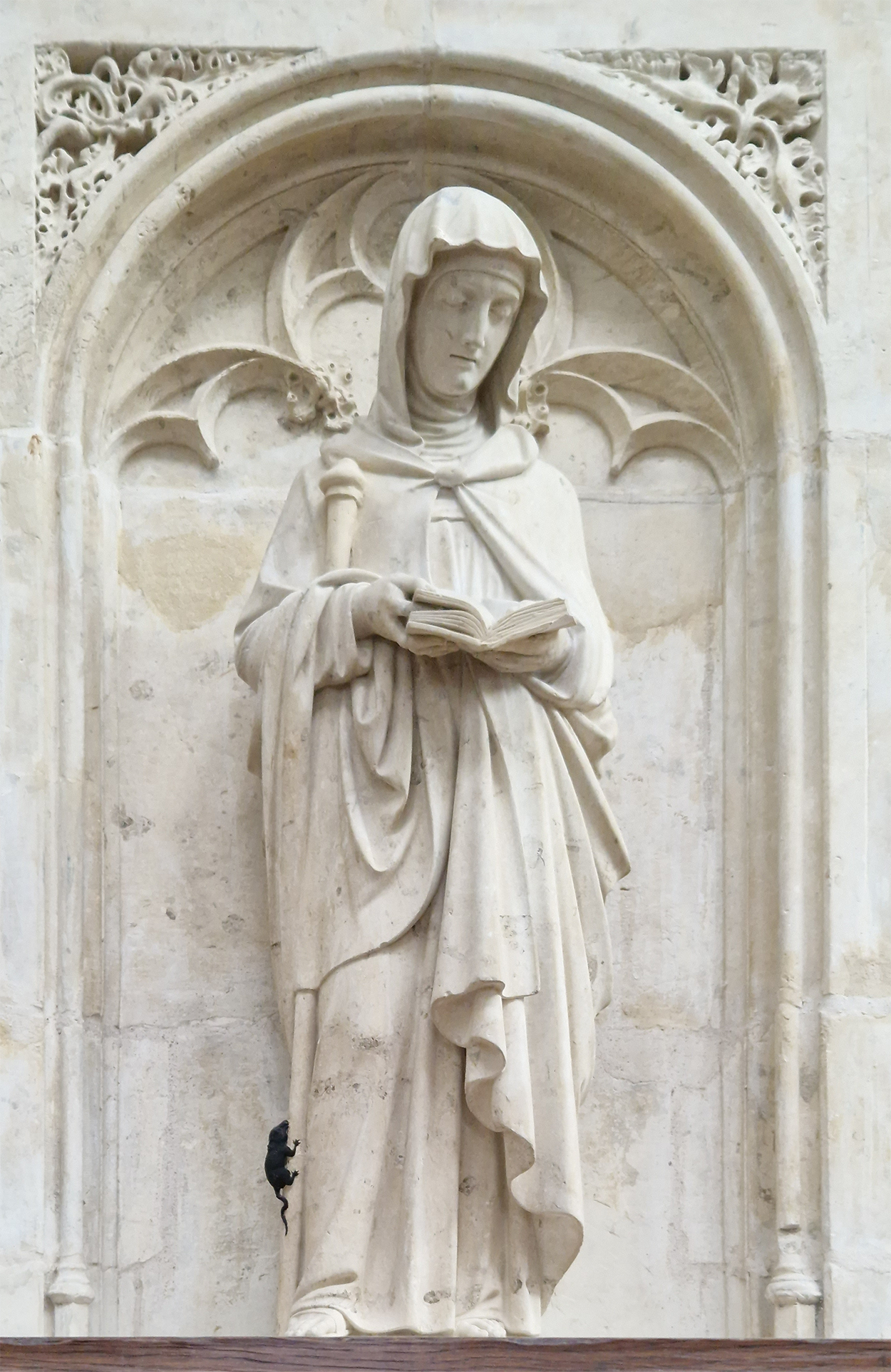
Close-up beeld aan de achterkant.

## Meer grafkelders
- Lijst van grafkelders van het huis Nassau